# Cardeal-presbítero
Um cardeal-presbítero ou cardeal-padre é um cardeal da ordem dos presbíteros, que constitui a mais numerosa ordem dentro do Colégio de Cardeais.
Hierarquicamente, está acima da ordem dos cardeais-diáconos e abaixo dos cardeais-bispos, mas deve-se ressaltar que isso não envolve uma questão de maior ou menor autoridade. Normalmente os cardeais-presbíteros são ou foram Arcebispos Metropolitanos ou Bispos Diocesanos. A origem da designação advém dos presbíteros serem pastores locais, então os cardeais-presbíteros são escolhidos de entre os Bispos Diocesanos, pastores da Igreja particular que é a sua Diocese. Nisto se distinguem dos Cardeais-Diáconos, que são prelados auxiliares do Papa nunca anteriormente nomeados para a cátedra de uma Diocese, tal como os diáconos são auxiliares dos presbíteros.
No passado, certos padres (presbíteros) que ocupavam posições de relevo na diocese de Roma eram reconhecidos como cardeais, ou seja, padres que estavam à frente das mais antigas igrejas de Roma e eram escolhidos pelo Papa para auxiliá-lo nas suas atividades como bispo de Roma. A cada um desses presbíteros era concedida uma Igreja em Roma da qual ele seria o pároco. Porém, com o tempo o título passou a ser algo mais ou menos honorífico uma vez que dificilmente um cardeal teria tempo para cumprir suas tarefas paroquiais devido às suas tarefas na Cúria Romana. Embora um pároco dirija aquela paróquia, ela oficialmente tem como titular o cardeal-presbítero vinculado a ela e tem seu brasão de armas no frontispício do prédio.
Hoje é aos cardeais-presbíteros que é atribuída a titularidade de uma determinada igreja na Diocese de Roma, que dispõe desse privilégio. A esta ordem costumam pertencer os cardeais que regem no regime ordinário uma diocese em qualquer parte do mundo, como o foi por exemplo Jorge Mario Bergoglio, arcebispo de Buenos Aires (Argentina), cardeal-presbítero de São Roberto Belarmino e depois Papa Francisco, eleito no Conclave de 2013; ou Gaudencio Borbón Rosales, arcebispo de Manila (Filipinas), que é cardeal-presbítero do título do Santíssimo Nome de Maria na Via Latina; ou Peter Erdö, arcebispo de Budapeste (Hungria), que é cardeal do título de Santa Balbina. Tanto "São Roberto Belarmin" como "Santíssimo Nome de Maria na Via Latina" ou "Santa Balbina" são igrejas paroquiais existentes em Roma. Naturalmente estes títulos são apenas honoríficos, pois mais além do protocolo e de um certo patrocínio, os cardeais presbíteros não têm potestade de regime sobre as igrejas de que são titulares; têm mesmo, como expressamente proibido, imiscuir-se nos assuntos ordinários das mesmas, segundo o Código de Direito Canónico (Cânon 357.1).
Embora desde logo deva prevalecer a qualidade pessoal do candidato, na hora de nomear cardeais-presbíteros ou de título, recorre-se, de preferência, a critérios de representação geográfica, ou seja, por existirem no mundo determinadas sedes episcopais cujo titular deva ser "forçosamente" cardeal, ou pela importância intrínseca da diocese ou por trazer consigo a representação de todo um país. Por isso, e mediante esta norma não escrita, são chamados ao Colégio Cardinalício pessoas das nacionalidades mais diversas a fim de dar mostra e conteúdo da universalidade da Igreja Católica.